# Вшола, Яцек
Яцек Роман Вшола (пол. Jacek Roman Wszoła; род. 30 декабря 1956, Варшава) — польский прыгун в высоту, чемпион и призёр чемпионатов Европы и Олимпийских игр, участник двух Олимпиад.

## Карьера
В 1975 году стал чемпионом Европы среди юниоров с результатом 222 см. Прыгал в технике фосбери-флоп. 
На летней Олимпиаде 1976 года в Монреале Вшола стал олимпийским чемпионом с результатом 225 см. На Кубке мира 1977 в своей дисциплине занял 3-е место 224 см (команда Европы осталась 4-й). 25 мая 1980 года, накануне Олимпиады, на соревнованиях Internationales Hochsprung-Meeting Eberstadt в Эберштадте установил мировой рекорд — 235 см. На летней Олимпиаде в Москве Вшола последовательно преодолел 225, 227, 229 и 231 см и занял второе место, уступив представителю ГДР Герду Вессигу, победившему с мировым рекордом 236 см.